# Kamera & Bild
Kamera & Bild är Sveriges största tidskrift gällande foto samt tester av kameror och produkter inom kategorin fotografering. Tidningen grundades 2003, då under namnet Allt om digitalfoto. Tidskriften ges sedan 2023 ut sex gånger per år som ett digitalt magasin. Sedan juli 2012 är Calle Rosenqvist chefredaktör för Kamera & Bild.
Kamera & Bild utnämndes till 2024 års vinnare inom digital läsning i kategorin "Fotografi" av läsplattformen Readly, med flest antal läsare per utgåva under året.